# Italiensk for begyndere
Italiensk for begyndere er en dansk dogmefilm fra 2000 med manuskript og instruktion af Lone Scherfig.
Filmen er optaget i Hvidovre, blandt andet i Strandmarkskirken.
Med over 800.000 solgte billetter i Danmark er det en af de mest sete danske film i nyere dansk filmhistorie.
Den vandt en Sølvbjørn ved filmfestivalen i Berlin.
Scherfigs manuskript var i nogen grad baseret på den irske forfatter Maeve Binchys bog fra 1996, Evening Class, men forfatteren blev oprindelig ikke krediteret i filmen. Alene Scherfig blev krediteret for idé og manuskript.
Scherfig indrømmede overfor direktøren for produktionsselskabet Zentropa, Peter Aalbæk Jensen, at filmen havde "tematiske ligheder" med bogen, men Zentropas advokater mente ikke at der var tale om et brud på ophavsretten.
Først da den irske forfatter henvendte sig betalte Zentropa penge og sørgede for kreditering til Binchy.

## Handling
Enkemanden og præsten Andreas ankommer til en dansk forstad for at overtage de religiøse pligter fra den tidligere præst, som på grund af en troskrise efter sin egen kones død er blevet irreligiøs og endda har slået organisten, hvilket har medført, at denne er blevet indlagt på hospitalet. Andreas tror, at hans ophold vil være midlertidigt, og han indlogerer sig derfor på det lokale hotel, hvor han møder en af medarbejderne, Jørgen Mortensen, som gennemgår en krise, da han er blevet bedt om at fyre den temperamentsfulde Hal-Finn, der arbejder i hotellets restaurant og samtidig er hans bedste ven. Hal-Finn besøger frisøren Karen og bliver straks tiltrukket af hende, men hans besøg afbrydes, da hun må tage på hospitalet for at tage sig af sin alkoholiske mor.
Imens passer den klodsede bager Olympia sin handicappede og voldelige far, som konstant skælder hende ud. Olympia beslutter sig for at deltage i et begynderkursus i italienskitaliensk for at føle sig tættere på sin italienske mor, men den aften, hun møder op til undervisning, dør læreren. Da hun vender hjem, opdager hun, at hendes egen far også er død. Senere finder hun ud af, at hendes fremmedgjorte mor ligeledes er død. Ved moderens begravelse møder hun Karen, og de to opdager, at de er søstre, og at deres forældre skilte dem ad ved skilsmissen. For at beskytte Olympia fortæller Karen hende ikke, at deres mor ikke var italiensk og var alkoholiker.
Efter endelig at være blevet fyret for at være uhøflig over for kunder, bliver Hal-Finn den nye italiensklærer, og Olympia overtaler både Andreas og sin søster til at deltage. Karen og Hal-Finn indleder et romantisk forhold, men i julen overhører Karen Hal-Finn tale nedsættende om hendes mor, og hun afslutter vredt forholdet. Jørgen henvender sig til Andreas for at få råd om sin impotens og sine problemer med at tale med Hal-Finns italienske veninde Giulia, og han beslutter sig for at invitere hende ud på en gåtur.
Imens modtager Olympia et brev fra banken, der fortæller hende om en stor arv fra hendes far. Hun beslutter at bruge pengene på at tage italienskkurset med til Venedig. I Venedig frier Jørgen til Giulia, som siger ja, Karen tilgiver Hal-Finn, efter at han har klippet sin alt for lange pandehår af, og Andreas foreslår, at Olympia, hvis klodsede opførsel har kostet hende 43 jobs, begynder at arbejde som korsanger. Han afslører derefter, at han har besluttet sig for at blive i sognet.

## Medvirkende
- Anders W. Berthelsen som Andreas
- Anette Støvelbæk som Olympia
- Ann Eleonora Jørgensen som Karen
- Peter Gantzler som Jørgen Mortensen
- Lars Kaalund som Hal-Finn
- Sara Indrio som Giulia
- Karen-Lise Mynster som Kirsten, ejendomsmægler
- Rikke Wölck som sygeplejersken Lise
- Elsebeth Steentoft som Kirketjener
- Bent Mejding som præst Wredmann
- Lene Tiemroth som Karens mor
- Claus Gerving som Klaus Graversen
- Jesper Christensen som Olympias far
- Bent Mejding
- Lene Tiemroth
- Alex Nyborg Madsen
- Steen Svare
- Martin Brygmann